# Semkî, Hmilnîk
Semkî (în ucraineană Семки) este un sat în comuna Kaceanivka din raionul Hmilnîk, regiunea Vinnița, Ucraina.

## Demografie
Componența lingvistică a localității Semkî
     Ucraineană (99,04%)
     Alte limbi (0,96%)
Conform recensământului din 2001, majoritatea populației localității Semkî era vorbitoare de ucraineană (99,04%), existând în minoritate și vorbitori de alte limbi.